# Léo Le Blé Jaques
Léo Le Blé Jaques (ur. 2 stycznia 1997) – francuski snowboardzista, specjalizujący się w snowcrossie. W 2021 roku wspólnie z Julią Pereirą de Sousą-Mabileau wywalczył brązowy medal w snowcrossie drużynowym podczas mistrzostw świata w Idre Fjäll. Na tej samej imprezie był też dwunasty indywidualnie W zawodach w Pucharu Świata zadebiutował 12 grudnia 2015 roku w Montafon, gdzie zajął 62. miejsce w snowcrossie. Pierwsze punkty wywalczył 16 grudnia 2017 roku w tej samej miejscowości, gdzie zajął 24. miejsce.

## Osiągnięcia

### Mistrzostwa świata
| Miejsce | Dzień     | Rok  | Miejscowość | Konkurencja         | Zwycięzca     |
| ------- | --------- | ---- | ----------- | ------------------- | ------------- |
| 12.     | 11 lutego | 2021 | Idre Fjäll  | Snowcross           | Lucas Eguibar |
| 3.      | 12 lutego | 2021 | Idre Fjäll  | Snowcross drużynowy | Australia     |

### Puchar Świata

#### Miejsca w klasyfikacji generalnej snowcrossu
- sezon 2015/2016: 89.
- sezon 2017/2018: 50.
- sezon 2019/2020: 54.
- sezon 2020/2021: 23.

#### Miejsca na podium w zawodach
Le Blé Jaques nigdy nie stanął na podium indywidualnych zawodów PŚ.